# Harmanda triseriata
Harmanda triseriata is een hooiwagen uit de familie Sclerosomatidae.